# Лодина
Лодина (пол. Łodyna) — село в Польщі, у гміні Устрики-Долішні Бещадського повіту Підкарпатського воєводства. Колишнє бойківське село. Населення — 276 осіб (2011).

## Розташування
Лодина знаходиться за 4 км на північ від адміністративного центру ґміни Устрик-Долішніх і за 76 км на південний схід від адміністративного центру воєводства Ряшева, за 6 км від державного кордону з Україною.

## Назва
У 1977—1981 рр. в ході кампанії ліквідації українських назв село називалося Ленґі.

## Історія
Село істнувало ще у давньоруські часи.
Закріпачене в 1555 р. за волоським правом. Входило до Перемишльської землі Руського воєводства.
У 1772—1918 рр. село було у складі Австро-Угорської монархії, у провінції Королівство Галичини та Володимирії. У 1882 році село належало до Ліського повіту, у селі нараховувалося 515 мешканців, всі — греко-католики.
У 1919—1939 рр. — у складі Польщі. Село належало до Ліського повіту Львівського воєводства, у 1934—1939 рр. входило до складу ґміни Устрики-Долішні.
На 01.01.1939 в селі було 910 жителів, з них 850 українців-грекокатоликів, 30 українців-римокатоликів і 30 євреїв.
З 1939 до 1951 село відносилось до Нижньо-Устрицького району Дрогобицької області. В 1951 р. в рамках договору обміну територіями все українське населення насильно переселено, більшість (147 родин) — у село Зміївка Бериславський район Херсонської області до колгоспу ім. Молотова.
У 1975—1998 роках село належало до Кросненського воєводства.

## Демографія
Демографічна структура станом на 31 березня 2011 року:
|          | Загалом | Допрацездатний вік | Працездатний вік | Постпрацездатний вік |
| -------- | ------- | ------------------ | ---------------- | -------------------- |
| Чоловіки | 134     | 31                 | 88               | 15                   |
| Жінки    | 142     | 26                 | 80               | 36                   |
| Разом    | 276     | 57                 | 168              | 51                   |

## Церква
У 1589 р. в Лодині вже була церква. Наступну збудовано в 1740 р. на новому місці.
У 1862 р. збудована дерев'яна церква Різдва Пресвятої Богородиці, належала до парафії Береги Долішні Устрицького деканату Перемишльської єпархії УГКЦ. Після виселення українців перетворена на склад деревного вугілля. В 1971 р. віддана римо-католикам. Церкву внесено до загальнодержавного реєстру пам'ятників історії.
Поруч із церквою в 1911 р. збудована мурована дзвіниця, з двома дзвонами.